# Adobe Flash Lite
Adobe Flash Lite（アドビ フラッシュ ライト）はアドビ（旧マクロメディア、アドビシステムズ）が携帯電話などの携帯機器向けに開発したAdobe Flash Playerである。デジタルフォトフレームなどでも使われている。
Flash Liteの仕様はFlashをベースにしているが携帯電話ではメモリやセキュリティ等の関係上、最大容量・外部アクセスが制限されていた。Flash Liteは電池残量や電波状況などを取得し、画面を変化させることが出来るなど、携帯電話ならではのActionScriptを実装していた。また、従来のJava等とは違い、端末のブランドもしくは機種を問わず同一ファイルで配信可能なため、携帯電話向けコンテンツに用いられた。Adobe Flash 10.1から、フル機能のFlash Playerが携帯端末向けにも提供された。

## バージョン
- Flash Lite 1.0 - Flash 4 ベース、容量制限:20KB
  - NTTドコモでは2003年5月発売の D505i から採用。
- Flash Lite 1.1 - Flash 4 ベース、容量制限:100KB
  - NTTドコモでは2004年12月発売の SH901iC から採用され、2007年11月発売の D905i 〜 2010年12月発売の L-01C の間は、1.x 端末と 3.x 端末の両方が存在した。
- Flash Lite 2.0 - Flash 7 ベース、容量制限:au 100KB、SoftBank 150KB
  - 2006年9月より、日本でも対応端末が発売されている。NTTドコモは対応端末を発売しなかった。
- Flash Lite 2.1 - Flash 7 ベース
  - 2006年12月、Windows Mobile 5.0用正式リリース。国内向けスマートフォンでも利用可能に。
- Flash Lite 3.0 - Flash 8 ベース
  - Flash Videoに対応。ただしフルブラウザでYouTubeなどの動画が再生出来るとは限らず機種の個別対応による。2007年11月より、日本でも対応端末が発売されている。
- Flash Lite 3.1 - Flash 8 ベース
  - NTTドコモでは2008年11月から対応端末発売。
- Flash Lite 4.0 - Flash 10 ベース、ただし、一部のクラス・メソッドがサポートされていない[2]。
  - 主に2010年頃 Android 2.1 で採用された。日本のフィーチャーフォンでは採用されていない。

また、アドビが携帯端末向けに最適化された（Flash Liteではない）Flash Playerをリリースする以前から、WX310KやW-ZERO3シリーズ、X01T/X01HTなどFlash Playerを搭載する端末も存在していた。これらの端末が対応しているFlash Playerは6相当で、Flash Lite1.0/1.1が主流の時期には、こちらを採用している端末の方が遙かに多くのムービーを見る事が可能だった。その後、Flash7ベースのFlash Lite2.0を採用した端末がリリースされたため、この格差は解消されていった。なお、W-ZERO3などのPDA型端末においてはWindows Mobileプラットフォームを使用しているため、プラグインを新しくすることでFlash Player7/Flash Lite2.1に対応可能だった。
携帯電話用のFlashを作る際はFlash4・Flash5・Flash MX・Flash MX2004・Flash8 Basicにおいてもパブリッシュ設定からFlash4形式のswfで書き出せば可能ではあるが、Flash Liteでのみ対応するActionScriptは使用することができない。Flash Liteでのみ実装されたActionScriptを使用する際は、Adobe Flash8 Professional/Flash CS3等の、Flash MX2004以降のProfessional版が必要となる。

## 普及率
AuriQ Systems, Inc./maqs の調査によると、日本のフィーチャーフォンでの普及率は以下のとおり。調査は、2012年3月当時。
| バージョン     | 普及率 |
| -------------- | ------ |
| 利用不可       | 0.2%   |
| Flash Lite 1   | 3.4%   |
| Flash Lite 2   | 11.4%  |
| Flash Lite 3.0 | 37.6%  |
| Flash Lite 3.1 | 47.4%  |